# Veniamin Ciobanu
Veniamin Ciobanu (n. 6 septembrie 1938, Știrbăț, România – d. 2015) a fost un istoric român și cercetător științific.

## Viața și activitatea
Veniamin Ciobanu s-a născut la data de 6 septembrie 1938, în satul Știrbăț, din comuna Udești, județul Suceava. Studiile universitare le-a susținut la Iași, la Facultatea de Istorie-Filosofie a Universității „Alexandru Ioan Cuza”, absolvite în anul 1965. Doctor în istorie în anul 1975. A fost un cercetător științific la Institutul de istorie și arheologie „A.D. Xenopol” din Iași. De asemenea, acesta a fost membru al Societății de științe istorice și al Societății de drept și relații internaționale, fiind medievist. A realizat studii prinvind raporturile româno-polone în sec. al XVIII-lea, pe baza unor documente puțin cunoscute sau inedite.

## Opera
- Aspecte ale relațiilor comerciale dintre Moldova și Polonia din secolul al XVIII-lea, în AIIAI, VIII (1971), p. 119-144
- Moldova și conflictul diplomatic polono-turc din anii 1764-1766, ibidem, IX (1972), p. 159-182
- Les Principautés Roumaines à la fin du XVIII siècle et les partages de la Pologne, în RRH, XII (1973), P. 715-730
- La situation internationale et l'orientation politique de Moldavie à l'époque de Dèmètre Cantemir (1699-1711), în "Dacoromania", II (1974), p. 77-90.
- Jurnal ieșean la sfîrșit de veac, Ed. Junimea, Iași, 1980